# Ligio Zanini

Ligio Zanini

Ligio Zanini, o anche Eligio Zanini (Rovigno, 30 settembre 1927 – Pola, 1º luglio 1993), è stato un poeta e scrittore italiano, universalmente riconosciuto come il massimo poeta di lingua istriota di tutti i tempi.

## Vita
Nato nella cittadina costiera istriana di Rovigno nel 1927, vi trascorse parte dell'infanzia, fino a quando il padre - carraio - nel 1936 fu costretto a causa di difficoltà economiche a vendere il negozio, trasferendo la famiglia a Pola.
Qui il giovane Ligio incontrò dei problemi di inserimento, giacché la sua lingua materna era l'istrioto, mentre a Pola si parlava l'istro-veneto. Verso la fine della seconda guerra mondiale iniziò a frequentare i giovani antifascisti polesi, diplomandosi nel 1947 all'Istituto Magistrale, nel pieno dell'esodo che colpì l'Istria.
Zanini si iscrisse al Partito Comunista di Jugoslavia (PCJ) iniziando ad insegnare nelle scuole elementari, ma gli venne immediatamente affidato il compito di capoufficio per le scuole italiane presso il Dipartimento dell'Istruzione di Pola. In poco tempo si rese conto che questo incarico gli fu affidato in quanto - giovane ed inesperto - poteva essere facilmente influenzato dai funzionari sloveni e croati: da qui Zanini iniziò un percorso di amara riflessione sulle manipolazioni delle ideologie, e nel 1948 - nel pieno del turbolento periodo della rottura fra Tito e Stalin e dalla caccia al cominformista in Jugoslavia - decise di condannare entrambe le posizioni in lotta, dimettendosi dal PCJ. Continuò peraltro a definirsi antifascista, internazionalista e consiliarista.
Questa decisione gli costò l'arresto: a gennaio del 1949 la polizia segreta jugoslavia lo internò nelle carceri di Pola, poi a giugno dello stesso anno - in seguito ad un processo sommario - venne condannato a tredici mesi di lavori forzati presso il campo di concentramento di Goli Otok. La pena si prolungherà, e Zanini in definitiva trascorrerà quasi tre anni ai lavori forzati: un'esperienza che lo segnerà profondamente.
Nel 1952 ritornò in libertà sotto l'impegno di non parlare a nessuno delle terribili esperienze vissute nell'isola, passando quindi un periodo di cosiddetta "libertà sorvegliata". Venne costretto a lavorare come magazziniere nel cantiere navale "Stella Rossa" di Pola, e gli fu espressamente vietato l'insegnamento.
Grazie all'interessamento di amici e intellettuali polesi - che conoscevano la sua produzione poetica, pubblicata non ufficialmente e diffusa in copie dattiloscritte - trovò un nuovo impiego come ragioniere, fino a quando nel 1959 gli fu permesso di tornare ad insegnare. Si trasferì a Salvore, col compito di riattivare la scuola elementare italiana, chiusa nel 1953 per imposizione degli jugoslavi. Nei cinque anni trascorsi nella piccola cittadina, fondò il locale Circolo Italiano di Cultura (oggi Comunità degli Italiani). Nel 1964 ritornò a Rovigno, impiegandosi come contabile, ma nel 1966 si licenziò, vivendo di pesca fino al 1972, quando gli venne offerto un posto come maestro nella scuola elementare di Valle.
Rimarrà a Valle - vicina a Rovigno, così da non essere obbligato a lasciare l'amatissimo paese natale - fino al pensionamento. Nel 1979 si laureò alla Facoltà di Pedagogia dell'Università di Pola.
Ligio Zanini passò gli ultimi anni della sua vita coltivando le due grandissime passioni della sua vita: la pesca e la poesia, mantenendo rapporti epistolari con alcuni poeti italiani, fra i quali spicca l'amicizia fraterna con Biagio Marin, che alcuni critici come Bruno Maier affiancarono proprio a Zanini.
Colpito da un male incurabile, Ligio Zanini morì nell'ospedale di Pola il 1º luglio 1993.

## La poetica di Zanini
È lo stesso Zanini a indicare le coordinate di delimitazione geografica e tematica della sua opera: un "triangolo di terra e acqua", del quale fornisce puntuali e minuziose descrizioni. L'enumerazione di boschi, monti, paesi, chiese, canali, cale, insenature, scogli, tratti di costa, isolotti, fondali, secche si sussegue a ritmo serrato, suggerendo da un lato un senso d'immediatezza con la realtà locale, dall'altro - al lettore forestiero - un'idea di fantastico esotismo. Nel suo dichiarato intento di farsi capire, spesso Zanini aggiunge delle note a piè di pagina, traducendo anche tutte le liriche - scritte originariamente in istrioto - nella lingua italiana.
Con questa opera tassonomica, Zanini cerca non solo di introdurre il lettore nel suo mondo, ma di salvaguardare altresì - almeno dal punto di vista della memoria - il dialetto rovignese, spazzato via dal mutamento radicale della componente etnica della cittadina in seguito all'esodo della grandissima parte della popolazione autoctona.
Zanini cerca di rapportarsi anche col nuovo abitante rovignese di lingua slava, pur rendendosi conto che il suo operato ha oramai una valenza di "trasmissione di una memoria intrasmissibile", e che non può di conseguenza modificare il senso della storia.

### I tre piani di lettura
Sotto la scorza del tessuto narrativo legato alla concretezza e all'immediatezza del mondo circostante, Zanini in realtà compie una serie di passaggi analogici:
(Sensa nom (Pesce senza nome), Terra vecchia-stara)
Il primo piano è quello descrittivo: i pesci della poesia sono reali, la sporcizia che uccide le loro uova è l'inquinamento, è l'uomo in generale a causare quindi la loro estinzione; il secondo piano di lettura è quello allegorico, laddove i pesci rappresentano i rovignesi autoctoni, andati via in gran parte dopo il 1945 con l'esodo, e pochi dei rimasti riescono a rimanere sé stessi, a diventare adulti: gli altri vengono raccolti, e cioè assimilati. Il terzo piano di lettura è dato dall'universalità del messaggio, rivolto ad un indistinto lettore cui viene suggerita l'attenzione nei confronti di una tematica che potrebbe ripetersi - e di fatto si è ripetuta - in molti altri posti e in diversi tempi.

### Il rapporto col mare
Il mare per Zanini ebbe un'importanza fondamentale: trasparente metafora della vita, può essere calmo e limpido oppure agitato e torbido: e così come sono gli agenti atmosferici a turbare la tranquillità delle onde, così anche la vita è squilibrata dai rapporti interpersonali, che possono coinvolgere le singole persone, le classi sociali, le etnie, le nazioni.
Zanini ha deciso per sé stesso di essere un outsider: dopo essersi liberato dalle giovanili infatuazioni ideologico/comuniste, vive la vita affermando che "ognuno ha da essere il primo uomo di sé stesso". Quindi egli si mette alla prova, così come testimoniato in una serie di poesie di carattere marinaresco, nelle quali sfida il mare con la barca o nel corso di un'avventura di pesca.

### Il radicalismo
Provato dalla terribile esperienza di reclusione a Goli Otok, e non dimenticando nemmeno il dramma della dittatura fascista, Zanini cerca di porsi oltre queste esperienze, dimostrando una fortissima carica critica. Dopo il 1980, con la morte di Tito, Zanini si libera da una serie di remore stilistiche e dialettiche, ritenendo che i tempi stessero per cambiare: nella sua poetica si limita il contenuto allegorico, e il discorso è molto più diretto. La denuncia nei confronti dei nazionalismi è aperta, l'antagonismo contro i potenti è di immediata percezione.

### Il credo cattolico e comunista e la speranza
C'è comunque un momento in cui -per Zanini- ogni persona va considerata in modo più indulgente: di fronte alla morte tutti, anche i grandi peccatori, anche i potenti, meritano una sincera pietà. Zanini perdona, ma non dimentica, perché la sua è contestualmente misericordia cristiana e memoria storica. La religiosità di Zanini è frutto di un cammino di ricerca personale, sorretto da un'autonoma interpretazione dei precetti biblici, non fidandosi per nulla della chiesa-istituzione.
Anche nei confronti del comunismo Zanini nutre un simile approccio: ne delegittima le istituzioni, la sua manifestazione concreta, ma pensa in termini positivi ai concetti di "fratellanza" e di "uguaglianza".
A ciò si collega la tematica della "speranza": una fiducia comunque riposta da Zanini sia in Dio che negli uomini, che in un ipotetico futuro del quale non si conoscono i contorni potrebbero finalmente trovare quella pace che a lui fu negata.

## Martin Muma

### L'importanza del romanzo
Martin Muma è l'unico romanzo di Ligio Zanini. Scritto in lingua italiana per l'esigenza di spiegare e cercare di farsi capire da un pubblico più vasto, per il tramite della narrazione di vicende strettamente legate al percorso umano dell'autore è divenuto la più importante e profonda rappresentazione letteraria di un popolo lacerato e disperso, quello Istriano, e segnatamente di quella componente rimasta nella sua terra e costretta a perdere tutte le coordinate della propria esistenza. È un romanzo di passaggio, composto da un autore che visse parte della propria vita come cittadino italiano, e poi come cittadino jugoslavo; composto in un arco temporale di anni, Martin Muma rimase inedito fino quasi alla morte di Zanini: testo troppo problematico per esser pubblicato durante gli anni della dittatura comunista per la molteplicità di tematiche "proibite", fu uno dei primi scritti a denunciare le terribili sorti dei deportati a Goli Otok, durissimo campo di lavoro ove morirono di stenti migliaia di cominformisti ed oppositori veri o presunti del regime, la cui esistenza era ignota nella Jugoslavia di Tito.

### I tre aspetti della narrazione
Martin Muma si sviluppa attraverso tre aspetti della narrazione, riconoscibili distintamente.
- Il primo aspetto si traduce nella descrizione dell'ambiente popolare, protettivo e materno, fatto di affetti, buoni sentimenti, onesto lavoro e semplicità.
- Il secondo aspetto è caratterizzato dall'irruzione in quel mondo di una realtà avversa ed ostile: le contrapposizioni etnico-politiche, gli orrori della guerra, le persecuzioni nazifasciste, l'entrata a Pola dei partigiani di Tito (chiamati širikolo a ragione del canto che accompagnava una diffusissima danza popolare slava - il kolo - completamente ignota e perfino oscura e intimidatoria per i polesani), considerata come preludio di un'altra occupazione.
- Il terzo aspetto è dato dal continuo fantasticare di Martino (il protagonista), che introduce in una dimensione speculare della realtà vissuta dal protagonista, di eccezionale ricchezza e profondità.

### Chi è Martin Muma
(Corriere dei Piccoli)
Con questa citazione nella prefazione della seconda edizione del libro, si spiega il suo particolare titolo: Martin Muma è un personaggio - nato dall'inventiva di Pier Lorenzo De Vita - del Corriere dei Piccoli degli anni '30 del '900, l'uomo portato qua e là dal vento della vita, trovatosi quasi ignaro e totalmente imbelle all'interno di un meccanismo più grande di lui. Per singolare e voluta correlazione, nel dialetto di Rovigno "Martin" è il nome dei piccioni del gabbiano, "goffi e petulanti (...). Proprio Martino, il Rovignese che la sua gente, già per il nome che porta, lo considera un individuo privo d'astuzia; impressione che trova conferma alla fine della lettura della 'storia'"; "mouma" invece significa scimmia: il "quadrumane che grazie alla propria agilità e intelligenza riesce a vivere in un ambiente spesso ostile, per la presenza di animali feroci. Senza violenza, quel ch'è più importante". Martin Muma è quindi lo stesso Zanini, perennemente e ingenuamente alla ricerca del perché le cose accadono in un certo modo, segnato dagli eventi della micro e della macrostoria, che suo malgrado passò con la forza d'un uragano nelle terre istriane.
(Martin Muma)
La prima parte del romanzo è dedicata alla descrizione della dura vita del popolo rovignese, polesano e istriano ai tempi del fascismo, laddove comunque l'appartenenza ad una koinè comune contribuisce alla conduzione della vita, con le sue tradizioni, i suoi legami, le certezze di genti legate alla propria terra e al proprio mare. Su questo quadro comunque già complesso si abbatte la seconda guerra mondiale, che in Istria assunse anche la valenza di conflitto etnico e di conseguenza di conflitto per lo spostamento dei confini, con l'inclusione della penisola nella nuova Jugoslavia comunista.

### L'esodo da Pola
Dopo la descrizione quasi sgomenta degli orrori causati dai fascisti e dai nazisti in Istria, letti attraverso gli occhi di un ragazzino non ancora maggiorenne, la storia bussa nuovamente alla porta di Martino: è il momento dell'esodo e della profonda spaccatura - etnica e politica - della città di Pola, col successivo processo di straniamento della popolazione autoctona di fronte a gente venuta da fuori. È sempre Martino/Zanini a raccontare in prima persona ciò che vide ed ascoltò, ma per suo tramite si dipinge in modo mirabile un acquarello di sensazioni, di riflessioni, di speranze, di rabbia e di delusioni mai prima raccontate:
(...)
Intanto la sua città stava scomparendo tragicamente; altre navi s’erano aggiunte alla “Toscana”, di tutte le stazze, fra cui anche dei vecchi trabaccoli piranesi, quelli con il "muso" gonfio e due grandi occhi che in quei giorni sembravano più aperti, attoniti. Gruppi di scellerati percorrevano ogni tanto le vie cittadine sbraitando: "Hoj reakcija, kamo cete sada, kada dode brigada?" (O reazione, dove andrai ora, quando arriva la brigata titina?). Luca Meconi, Gianni Fiorentin e gli altri compagni del comitato cittadino del partito non li avevano organizzati, di questo Martino era certo. Manifestazioni spontanee? Neanche per idea, visto che le "masse antifasciste" manovrate dal PC erano troppo bene ammaestrate per prendere un'iniziativa di testa propria. Ci doveva essere qualcuno che aveva tutto l'interesse a far fuggire il maggior numero di Polesi – constatò infine Martino.
Passò così la terza estate e l'ultima, per i Polesi rimasti, in cui, drio la Rena, si poté esprimere la propria opinione politica, anche se contraria al vento predominante, senza la paura del delatore, del sporco spiòn, che ti facesse vedere il sole a scacchi o come minimo, un'ulteriore aggiunta alla scheda personale che sarebbe stata tirata fuori, al momento opportuno, da chi di competenza.
E con l'approssimarsi della stagione brutta ritornarono, definitivamente, i drusi nella città semideserta. Sin dai primi giorni, questi dimostrarono d'aver imparato, nel frattempo, non soltanto a ballare, ma anche a suonare. Una monodìa, tipica del partito unico, ma che si dimostrerà efficacissima per "allargare ulteriormente il loro cerchio". Dietro all'esercito calò giù dal Levante, come era d'aspettarselo, una moltitudine d'individui di tutte le specie che, inavvertitamente, come la marea montante, giorno dopo giorno, finì per riempire il vuoto lasciato dagli esuli. Si compì in tal modo la "kolonizacija Istre", cioè la colonizzazione dell'Istria, come essi stessi definirono questo loro flusso migratorio verso l'Occidente. Com'è comprensibile, questi nuovi magnamasse o cabìbi non erano proprio la crema del loro luogo natio, poiché da quello le persone oneste e laboriose non avevano alcun biosogno di muoversi. In ogni caso, dopo alcuni mesi la città di Pola fu quella che la propaganda jugoslava aveva sempre affermato che era, desiderando in cuor suo che fosse, cioè un centro croato. E questo, anche grazie alla Lega Nazionale, pro Italia! Proprio in quei primi mesi, Martino percorrendo le strade della sua città che non riconosceva più per l'idioma straniero che vi predominava, stava pensando "Sarà veramente duro con loro, ma, se resterò vivo potrò dirmi di non essere stato come gli armenti che abbandonano il loro pascolo, quando viene meno l'erba a causa del gianico". E l'esistenza sua, quella dei Polesi rimasti, come quella degli studenti di Zagabria, ma anche di Lubiana e perfino di Belgrado, fu, e lo è tuttora, più dura di quello che allora si fosse potuto immaginare. Tanto che, a momenti, si trovò a maledire mamma Checchina per averlo partorito in Istria e ad invidiare i furbi che se n'erano andati nelle libere praterie.»
(Martin Muma)

### Il crollo delle illusioni e la scelta d'essere "libero cittadino"
Parte fondamentale del romanzo di Zanini è quella nella quale riporta un suo malessere personale nel trovarsi inopinatamente installato nel ruolo di referente per le scuole di lingua italiana del comune di Pola: di fatto una pedina nelle mani dei funzionari jugoslavi. Il "momento propizio" o l'"occasione" - come si esprime Martino/Zanini - per uscire da questa ambiguità gli è dato dal conflitto radicale fra Tito e Stalin, che portò alle persecuzioni contro i cominformisti e ad una lunga serie di purghe interne alla società jugoslava:
(Martin Muma, p. 268)
La reazione di Martino/Zanini è quella di tornare ad essere "libero cittadino", ma l'orgogliosa dichiarazione in tal senso rilasciata pubblicamente all'emissario del comitato centrale del Partito Comunista Croato gli vale l'arresto e quasi tre anni di campo di lavoro.

### Goli Otok

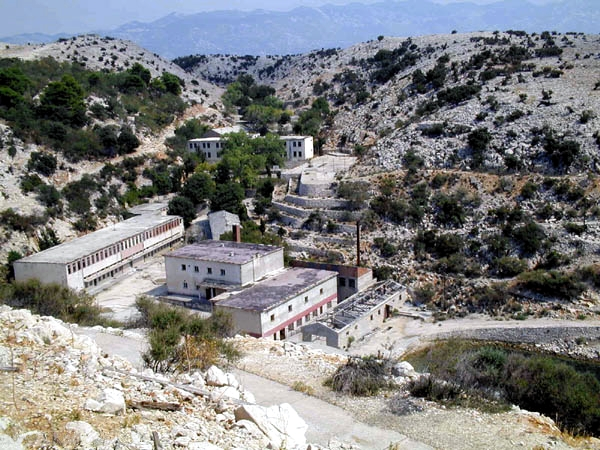
Il campo di concentramento di Goli Otok

I capitoli dedicati ai tre anni scarsi trascorsi da Martino/Zanini nel campo di lavoro di Goli Otok costituiscono una delle prime, se non addirittura la prima testimonianza scritta della realtà di questo gulag jugoslavo, con i suoi riti allucinati, le punizioni, le percosse, le morti. La descrizione è più stupefatta che dolente, fino a quando arriva a Martino la notizia più crudele, l'unica che non riuscirà mai a perdonare ai suoi aguzzini: la moglie ha chiesto il divorzio, ha fatto domanda di opzione e rimpatrierà in Italia con i figli. Quest'ultimo particolare in realtà non è autobiografico: fu Ligio Zanini a lasciare la prima moglie e tre figli (due avuti prima della detenzione a Goli Otok, uno dopo) a Pola, spostandosi a Salvore dove con un'altra donna metterà al mondo due figli.

### Il messaggio di pace e di speranza
Martin Muma è un inno alla libertà di opinione e di pensiero, il rifiuto più radicale della prassi politica e ideologica totalitaria, la ricerca portata alle estreme conseguenze della "grazia d'uno sguardo aperto a più punti di vista possibili". La sfida aperta e senza compromessi al potere pare iscriversi nel sostrato dell'utopia popolare appartenente a Zanini, che sottintende anche il diritto di coerenza ai valori ricevuti nell'ambiente delle origini. Zanini conclude il romanzo con una postfazione, nella quale afferma la speranza in un futuro - magari lontano - in cui cesserà la prevaricazione dei "pastori" sulle "pecore", perché queste ultime avranno cominciato a ragionare con la propria testa.

## Fortuna critica
Dopo le prime pubblicazioni sulla stampa della minoranza italiana in Jugoslavia ed un raro volume del 1965 per i tipi dell'Associazione dei Laureati dell'Università di Trieste (ALUT), fra i primi a comprendere l'importanza di Ligio Zanini furono il poeta e saggista Franco Loi e l'editore Vanni Scheiwiller, che ne editò la prima silloge di buona tiratura - Bulèistro (Brace sotto la cenere) - nel 1966. Assunto ad una buona notorietà locale, il primo vero mentore di Zanini fra i critici letterari italiani fu Bruno Maier, che curò ed introdusse con un notevole saggio critico il volume del 1979 Favalando cul cucal Filéipo in stu cantun da paradéisu (Conversando col gabbiano Filippo in quest'angolo di paradiso). Fu sempre Maier a dedicare a Zanini un capitolo all'interno de La letteratura italiana dell'Istria dalle origini al Novecento, primo volume di ampia eco dedicato all'intera storia letteraria istriana. Prima di Maier, Ligio Zanini era stato inserito nell'opera Voci nostre, pubblicata come antologia per le scuole della minoranza italiana in Jugoslavia nel 1985 (seconda edizione aumentata nel 1993), curata da uno dei più importanti critici letterari della minoranza stessa, Antonio Pellizzer. La più esaustiva disamina della vita e delle opere di Zanini è contenuta nell'ampia rassegna in due volumi Le parole rimaste. Storia della letteratura italiana dell'Istria e del Quarnero nel secondo Novecento (2010), con un ampio capitolo relativo alla sua opera poetica, ed un secondo dedicato al suo romanzo Martin Muma.

## Premi
- 1968 - Premio "Istria Nobilissima"
- 1970 - Premio "Istria Nobilissima"
- 1991 - Premio nazionale di poesia Biagio Marin

## Opere
Ligio Zanini compose poesie lungo tutta la vita, pubblicate però solo in anni relativamente recenti e in modo discontinuo. Quello che segue è l'elenco completo delle opere di Zanini edite:

### Raccolte di poesie
- Móussoli e scarcaciuò (Mussoli e scarcaciò*), ALUT, Trieste 1965
- Bulèistro (Brace sotto la cenere), Scheiwiller, Milano 1966
- Mar quito e alanbastro (Mare quieto e limpido), in Antologia di "Istria Nobilissima", 1968
- Tiera vieicia-stara (Terra vecchia-stara**), in Antologia di "Istria Nobilissima", 1970
- Favalando cul cucal Filéipo in stu cantun da paradéisu (Conversando col gabbiano Filippo in quest'angolo di paradiso), UIIF-UPT, Trieste 1979 (apparsa in traduzione croata nel 1983)
- Sul sico de la Muorto Sagonda (Sulla secca della Morte Seconda), Campanotto Editore, Udine 1990
- Cun la prua al vento (Con la prua al vento - Antologia comprendente anche la precedente opera), Scheiwiller, Milano 1993
- Altre poesie sono apparse in varie riviste, in modo particolare su diversi numeri de "La Battana", il periodico culturale della minoranza italiana della Jugoslavia (oggi della Slovenia e della Croazia)

*I mussoli sono dei molluschi bivalve di colore bruno: il loro nome scientifico è Arca noae. Lo scarcaciuò (in istroveneto scarcaciò) è una zuppa povera dei contadini o dei pescatori, fatta di acqua, pomodoro, pane raffermo, olio e qualche odore.

**Nell'istrioto di Rovigno, l'aggiunta della parola slava stara costituisce un rafforzativo, per cui la traduzione letterale è Terra vecchissima.

### Romanzi e racconti
- Topo Gigio e le talpe ingorde (racconto), "La Battana", Fiume 1978
- Martin Muma, "La Battana", Fiume 1990 (il romanzo è uscito in una nuova edizione per Il Ramo d'Oro Editore, Trieste 2008)